# Penetretus
Penetretus es un género de coleópteros adéfagos perteneciente a la familia Carabidae. Sus especies son endémicas del sudoeste de Europa y el Magreb.

## Especies
Se reconocen las siguientes:
- Penetretus andalusicus (Reitter, 1897)
- Penetretus imitator Zamotajlov, 1990
- Penetretus nebrioides (Vuillefroy, 1866)
- Penetretus rufipennis (Dejean, 1828)
- Penetretus temporalis Bedel, 1909